# Arquidiocese de Brisbane
A Arquidiocese de Brisbane (Archidiœcesis Brisbanensis) é uma circunscrição eclesiástica da Igreja Católica situada em Brisbane, Austrália. Seu atual arcebispo é Shane Anthony Mackinlay. Sua Sé é a Catedral de Santo Estêvão.
Possui 98 paróquias servidas por 266 padres, contando com 3342700 habitantes, com 23,1% da população jurisdicionada batizada (771800 batizados).

## História
A Diocese de Brisbane foi erigida em 12 de abril de 1859, recebendo o território da Arquidiocese de Sydney, da qual era originalmente sufragânea.
Em 30 de janeiro de 1877 e em 29 de dezembro de 1882 cedeu partes do seu território em vantagem da ereção, respectivamente, do Vicariato Apostólico de Queensland (atual Diocese de Cairns) e da Diocese de Rockhampton.
Em 10 de maio de 1887 a diocese foi elevada à dignidade de Arquidiocese metropolitana.
Em 28 de maio de 1929 cedeu parte do seu território para a ereção da Diocese de Toowoomba e outra parte em vantagem da Diocese de Rockhampton.

## Prelados
|                          | Nome                            | Período    | Notas                       |
| Arcebispos               | Arcebispos                      | Arcebispos | Arcebispos                  |
| ------------------------ | ------------------------------- | ---------- | --------------------------- |
| 7º                       | Shane Anthony Mackinlay         | 2025-      | Atual                       |
| 6º                       | Mark Benedict Coleridge         | 2012-2025  |                             |
| 5º                       | John Alexius Bathersby †        | 1991-2011  |                             |
| 4º                       | Francis Roberts Rush †          | 1973-1991  |                             |
| 3º                       | Patrick Mary O'Donnell †        | 1965-1973  |                             |
| 2º                       | James Duhig †                   | 1917-1965  |                             |
| 1º                       | Robert Dunne †                  | 1887-1917  |                             |
| Arcebispo-coadjutor      |                                 |            |                             |
|                          | Patrick Mary O'Donnell          | 1948-1965  |                             |
|                          | James Duhig                     | 1912-1917  |                             |
| Bispo-auxiliar           |                                 |            |                             |
|                          | Timothy Norton, S.V.D.          | 2021-2024  | Nomeado Bispo de Broome     |
|                          | Kenneth Michael Howell          | 2017-atual |                             |
|                          | Joseph John Oudeman, O.F.M.Cap. | 2002-2017  |                             |
|                          | Brian Vincent Finnigan          | 2000-2015  |                             |
|                          | Michael Ernest Putney           | 1995-2001  | Nomeado Bispo de Townsville |
|                          | Eugene James Cuskelly, M.S.C.   | 1982-1996  |                             |
|                          | John Joseph Gerry               | 1975-2003  |                             |
|                          | Henry Joseph Kennedy            | 1967-1971  | Nomeado Bispo de Armidale   |
| Bispo                    |                                 |            |                             |
| 2°                       | Robert Dunne †                  | 1882-1887  |                             |
| 1°                       | James Quinn †                   | 1859-1881  |                             |
| Administrador Apostólico |                                 |            |                             |
|                          | Geoffrey Hylton Jarrett         | 2011-2012  | Bispo de Lismore            |